# アレクサンダル・カタニッチ
アレクサンダル・カタニッチ（Aleksandar Katanić (セルビア語: Александар Катанић、1995年8月15日 - ）は、セルビア・ロズニツァ出身のプロサッカー選手。FKムラドスト・ノヴィ・サド所属。ポジションはフォワード。